# Дедели (Драмско)
 Тази статия е за обезлюденото село в Гърция.  За селото в Северна Македония вижте Дедели.  
Дедели (на гръцки: Συκάδι, Сикади, до 1927 година Ντεντελή) е бивше село в Гърция, част от дем Бук на област Източна Македония и Тракия.

## География
Селото се е намирало на 5 km източно от Нусретли (Никифорос).

## История
В началото на XX век Дедели е малко турско село. Според гръцката статистика, през 1913 година в Дедели (Ντεντελή) живеят 33 души. След изселването на малобройните турци в средата на 20-те години, в селото са заселени 3 семейства гърци бежанци със 12 души. В 1927 година името на селото е сменено на Сикади. Поради лошите условия за живот селото скоро е напуснато.
| Година    | 1913 | 1920 | 1928 | 1940 | 1951 | 1961 | 1971 | 1981 | 1991 | 2001 | 2011 | 2021 |
| --------- | ---- | ---- | ---- | ---- | ---- | ---- | ---- | ---- | ---- | ---- | ---- | ---- |
| Население | 33   | 26   | 12   |      |      |      |      |      |      |      |      |      |